# مانی راتنام
مانی راتنام (انگلیسی: Mani Ratnam؛ زادهٔ ۲ ژوئن ۱۹۵۵
مادورای، تامیل نادو، هند) تهیه‌کننده، کارگردان، هنرپیشه و فیلم‌نامه‌نویس اهل کشور هند است. وی معمولاً در سینمای تامیل فعالیت می‌کند. وی از سال ۱۹۸۳ میلادی تاکنون مشغول فعالیت بوده‌است.

## جوایز
وی تاکنون برندهٔ جوایزی همچون جوایز فیلم‌فیر شده‌است.